# Klemens Gerner

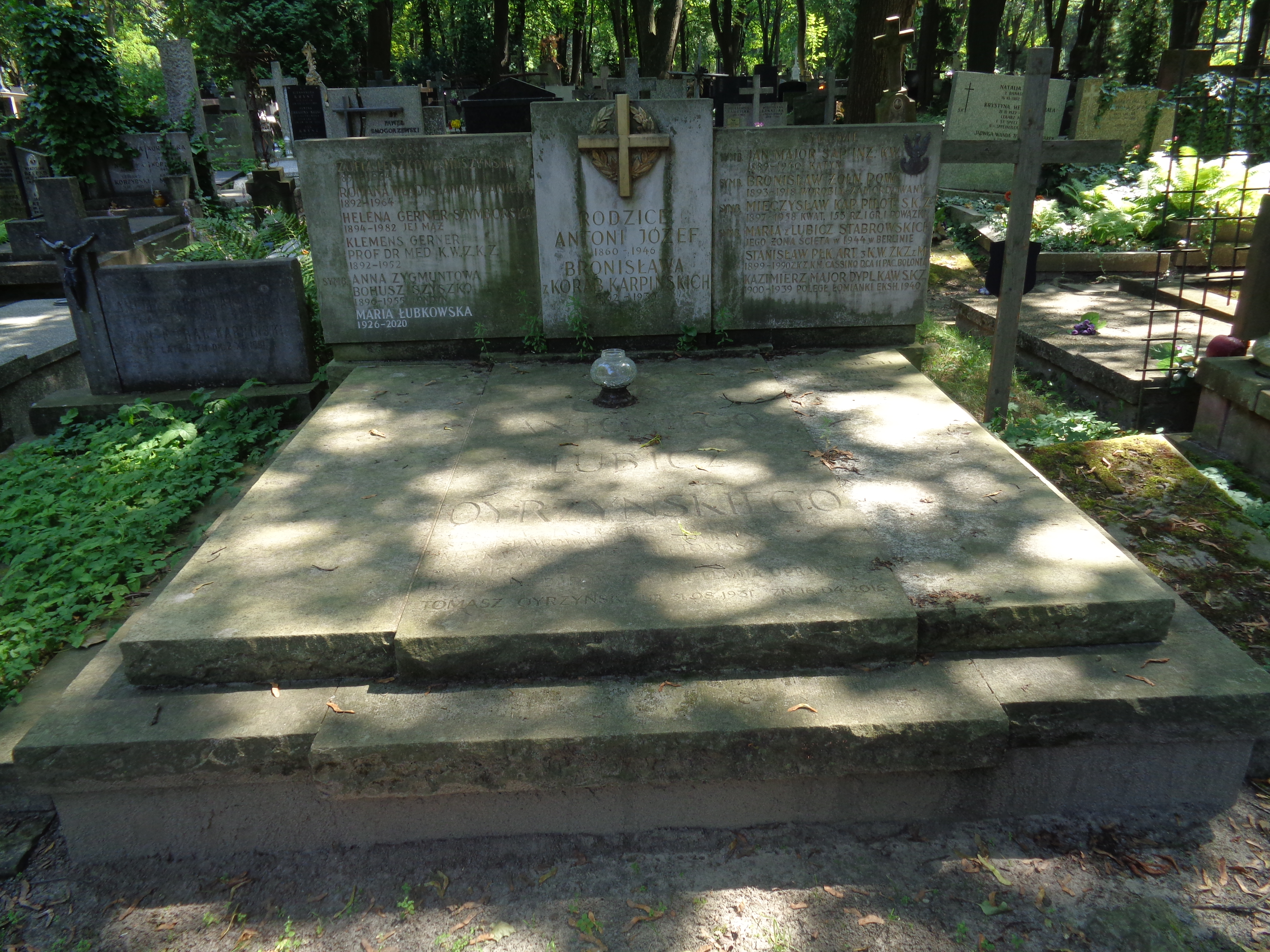
Grób Klemensa Gernera na cmentarzu powązkowskim

Klemens Gerner (ur. 22 listopada 1892 w Serocku, zm. 3 listopada 1952 w Warszawie) – polski lekarz, docent chorób wewnętrznych.

## Życiorys
Był synem Karola Gernera i Apolonii z Ossolińskich. Studiował medycynę na uniwersytecie w Kazaniu, w 1914 uzyskał tam stopień lekarza.
Po wybuchu I wojny światowej został wcielony do armii rosyjskiej i wysłany na front rumuński, gdzie pracował w lazarecie zakaźnym. Pod koniec 1917 przedostał się do polskiego II Korpusu Wschodniego, został lekarzem naczelnym w brygadzie artylerii i uczestniczył w bitwie pod Kaniowem, gdzie został pojmany przez Niemców i więziony do listopada 1918.
Po uwolnieniu przeniósł się do Warszawy, gdzie rozpoczął pracę w Szpitalu Przemienienia Pańskiego na oddziale chorób wewnętrznych jako asystent dr. Edwarda Orłowskiego (1861–1940). Równocześnie kontynuował naukę na Uniwersytecie Warszawskim, gdzie w 1919 otrzymał dyplom doktora medycyny. Otrzymawszy stypendium naukowe wyjechał do Paryża i przez sześć miesięcy studiował hematologię i bakteriologię pod kierunkiem Bruno Roussi, Erwina Payre i Félixa d’Hérelle.
Po powrocie do kraju został powołany do służby w Wojsku Polskim, gdzie przez trzy lata pełnił funkcję komendanta szpitala zakaźnego. W 1922 przeszedł do rezerwy i ponownie pracował w Szpitalu Przemienienia Pańskiego, ale równolegle rozpoczął pracę w Zakładzie Anatomii Patologicznej Uniwersytetu Warszawskiego u boku Józefa Hornowskiego. Dwa lata później otrzymał stanowisko starszego asystenta w I Klinice Chorób Wewnętrznych Uniwersytetu Warszawskiego i pracował tam do 1934, gdy wygrał konkurs i objął funkcję dyrektora Szpitala św. Stanisława w Warszawie.
Podczas mobilizacji we wrześniu 1939 został skierowany do szpitala wojskowego w Zamościu, gdzie po upadku kampanii wrześniowej dostał się do niemieckiej niewoli. Po miesiącu został uwolniony i powrócił do Warszawy, gdzie władze okupacyjne powierzyły mu stanowisko dyrektora szpitala zakaźnego przy ulicy Chocimskiej 5. Podczas powstania warszawskiego był lekarzem naczelnym Obwodu Mokotów w stopniu podpułkownika, używał pseudonimu „Bakcyl”.
Po zakończeniu II wojny światowej pozostał na stanowisku dyrektora szpitala zakaźnego i sprawował tę funkcję aż do śmierci w 1952. Po 1945 prowadził kursy z zakresy epidemiologii, w 1949 został docentem chorób wewnętrznych na UW.
Został pochowany na Cmentarzu Powązkowskim w Warszawie (kwatera 297-6-9/10).

## Członkostwo
- Członek korespondent Towarzystwa Naukowego Warszawskiego (1951)
- Prezes Towarzystwa Lekarskiego Warszawskiego (1946–1952)

## Dorobek naukowy
Pozostawił 34 prace naukowe, uczestniczył w opracowaniach podręczników akademickich, do najwybitniejszych osiągnięć należy monografia Dur plamisty i jego istota przygotowana wspólnie z Julianem Walawskim. Przeprowadził badania nad występowaniem dodatniego odczynu Wassermanna podczas duru plamistego, ustalił również stałe występowanie tętna dwubitnego występującego u młodych pacjentów przechodzących dur brzuszny lub plamisty.

## Ordery i odznaczenia
- Krzyż Walecznych (1921)[2]
- Złoty Krzyż Zasługi (1952)
- Medal międzysojuszniczy „Médaille Interalliée” (zezwolenie Naczelnika Państwa w 1921)[3]